# オルズベック・ナザロフ

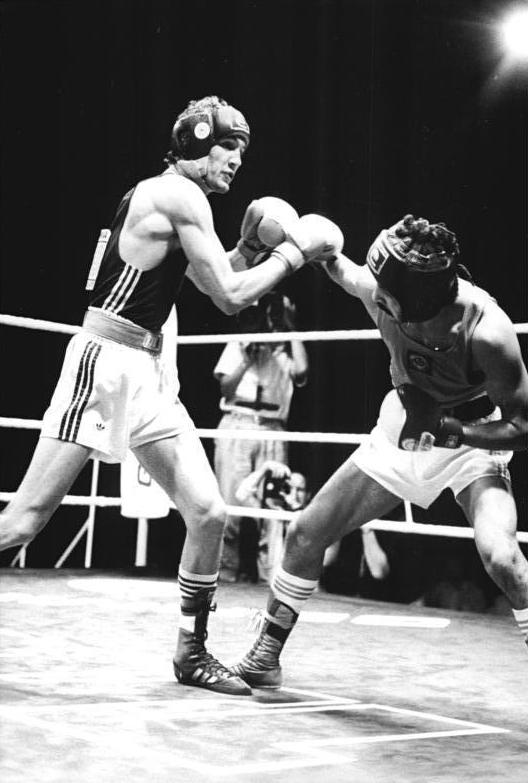
オルズベック・ナザロフ

オルズベック・ナザロフ（Orzubek Nazarov、1966年8月30日 - ）は、キルギス共和国・カント出身のウズベク人のプロボクサー。元WBA世界ライト級王者。

## 来歴
1989年秋、勇利アルバチャコフ（後のWBC世界フライ級王者）等と共にソ連（当時）から来日。協栄ボクシングジムにスカウトされた6人のアマチュアエリートボクサーの1人であった。
1990年2月1日、「グッシー・ナザロフ」のリングネームでプロデビュー。西沢誠（後の日本ライト級王者）を初回KO勝ち。
1991年4月22日、6戦目で日本ライト級王座を獲得。同王座は2度防衛後に返上した。
1992年5月11日、12戦目でOPBF東洋太平洋ライト級王座を獲得。世界挑戦準備のため1993年9月に王座を返上するまで5度の防衛に成功。
1993年10月21日、18戦目で世界王座初挑戦。敵地南アフリカに渡り、WBA世界ライト級王者ディンガン・トベラに挑む。4回にプロ初のダウンを奪われるも、10回にダウンを奪い返すなど、猛反撃を展開。12回判定勝ちを収め、無敗のまま世界王座を獲得した。トベラとは翌1994年3月19日の初防衛戦で再戦し、この時も12回判定勝ちを収めた。
その後、本人の強い希望により、リングネームを本名「オルズベック・ナザロフ」に改める。
1995年5月15日の3度目の防衛戦からは3戦連続で日本国内で試合を行うが、海外出身の「輸入ボクサー」であるが故、同時期の国内の現役世界王者と比べて知名度は格段に低かった。そのため、試合でも観衆をあまり多く集められず、ファイトマネーも安い状態であった（テレビ中継も深夜に関東ローカルでの録画中継枠を確保するのが精一杯）。こうした背景から、1996年4月15日の5度目の防衛成功後は試合すら出来ない状況に陥る。協栄ジムと交渉の末、同年12月、同ジムを離れフランスに拠点を移すことを正式に決定。
1997年5月10日、フランス移籍初戦。1年1か月ぶりの試合であったが、長期間のブランクを感じさせずレバンダー・ジョンソンに7回TKO勝ち。6度目の王座防衛に成功。その後、ノンタイトル戦を2度行い、いずれも勝利。
1998年5月16日、7度目の防衛戦。ジャン＝バチスト・メンディ（フランス）の挑戦を受け、12回判定負け。4年半あまり保持してきた世界王座を手放し、結局この試合を最後に現役を引退した。

## 戦績
- アマ：175戦153勝（80RSC）12敗
- プロ：27戦26勝（19KO）1敗

| 戦           | 日付           | 勝敗 | 時間 | 内容 | 対戦相手                     | 国籍             | 備考                                     |
| ------------ | -------------- | ---- | ---- | ---- | ---------------------------- | ---------------- | ---------------------------------------- |
| 1            | 1990年2月1日   | ☆    | 1R   | KO   | 西沢誠                       | 日本             | プロデビュー戦                           |
| 2            | 1990年4月12日  | ☆    | 3R   | TKO  | 田鎔万                       | 韓国             |                                          |
| 3            | 1990年7月9日   | ☆    | 1R   | KO   | 野口泰雪                     | 日本             |                                          |
| 4            | 1990年9月10日  | ☆    | 1R   | KO   | 斉藤孝                       | 日本             |                                          |
| 5            | 1990年11月12日 | ☆    | 1R   | KO   | 堂本忠志                     | 日本             |                                          |
| 6            | 1991年4月22日  | ☆    | 4R   | KO   | 八木賢治                     | 日本             | 日本ライト級タイトルマッチ               |
| 7            | 1991年8月1日   | ☆    | 2R   | KO   | 丸山勝美                     | 日本             | 日本王座防衛1                            |
| 8            | 1991年10月28日 | ☆    | 4R   | KO   | アーニー・アレスナ           | フィリピン       |                                          |
| 9            | 1991年12月16日 | ☆    | 10R  | 判定 | ダウマイ・シスコドム         | タイ             |                                          |
| 10           | 1992年3月11日  | ☆    | 1R   | KO   | 中野猛仁                     | 日本             | 日本王座防衛2                            |
| 11           | 1992年4月10日  | ☆    | 2R   | KO   | ノバラットナエ・ワオワラボル | タイ             |                                          |
| 12           | 1992年5月11日  | ☆    | 12R  | 判定 | 大友厳                       | 日本             | OPBF東洋太平洋ライト級タイトルマッチ獲得 |
| 13           | 1992年6月24日  | ☆    | 10R  | KO   | フランシス・ベラスケス       | フィリピン       | OPBF防衛1                                |
| 14           | 1992年9月28日  | ☆    | 2R   | KO   | ノバラットナエ・ワオワラボル | タイ             | OPBF防衛2                                |
| 15           | 1992年12月11日 | ☆    | 5R   | KO   | アーニー・アレスナ           | フィリピン       | OPBF防衛3                                |
| 16           | 1993年3月22日  | ☆    | 2R   | KO   | 宗光植                       | 韓国             | OPBF防衛4                                |
| 17           | 1993年7月19日  | ☆    | 12R  | 判定 | ボーイ・リーガス             | フィリピン       | OPBF防衛5                                |
| 18           | 1993年10月21日 | ☆    | 12R  | 判定 | ディンガン・トベラ           | 南アフリカ共和国 | WBA世界ライト級タイトルマッチ            |
| 19           | 1994年3月19日  | ☆    | 12R  | 判定 | ディンガン・トベラ           | 南アフリカ共和国 | WBA防衛1                                 |
| 20           | 1994年12月10日 | ☆    | 2R   | KO   | ジョーイ・ガマチェ           | アメリカ合衆国   | WBA防衛2                                 |
| 21           | 1995年5月15日  | ☆    | 2R   | KO   | 朴元                         | 韓国             | WBA防衛3                                 |
| 22           | 1995年11月14日 | ☆    | 12R  | 判定 | ディンド・カノイ             | フィリピン       | WBA防衛4                                 |
| 23           | 1996年4月15日  | ☆    | 4R   | KO   | アドリアヌス・タロケ         | インドネシア     | WBA防衛5                                 |
| 24           | 1997年5月10日  | ☆    | 7R   | TKO  | レバンダー・ジョンソン       | アメリカ合衆国   | WBA防衛6                                 |
| 25           | 1997年10月4日  | ☆    | 4R   | KO   | オスカー・ロペス             | アルゼンチン     |                                          |
| 26           | 1998年4月8日   | ☆    | 8R   | 判定 | フレディ・クルス             | ドミニカ共和国   |                                          |
| 27           | 1998年5月16日  | ★    | 12R  | 判定 | ジャン＝バチスト・メンディ   | フランス         | WBA王座陥落                              |
| テンプレート |                |      |      |      |                              |                  |                                          |

## 獲得タイトル
- 1987年ヨーロッパ・アマチュアボクシング選手権ライト級優勝
- 第40代日本ライト級王座(防衛2=返上)
- 第26代OPBF東洋太平洋ライト級王座(防衛5=返上)
- WBA世界ライト級王座(防衛6)